# Campionati tedeschi di sci alpino 1997
I Campionati tedeschi di sci alpino 1997 si svolsero ad Altenmarkt-Zauchensee, in Austria, e a Balderschwang dal 22 marzo al 5 aprile. Furono disputate gare di discesa libera maschile e di supergigante, slalom gigante e slalom speciale sia maschili sia femminili.
Trattandosi di competizioni valide anche ai fini del punteggio FIS, vi parteciparono anche sciatori di altre federazioni, senza che questo consentisse loro di concorrere al titolo nazionale tedesco.

## Risultati

### Uomini

#### Discesa libera
| Pos. | Atleta               | Nazione  | Tempo   |
| ---- | -------------------- | -------- | ------- |
| 1    | Christian Pichler    | Austria  | 1:18,27 |
| 2    | Stefan Krauß         | Germania | 1:18,46 |
| 3    | Max Rauffer          | Germania | 1:18,73 |
| 4    | Tsuyoshi Tomii       | Giappone | 1:19,24 |
| 5    | Christian Deißenböck | Germania | 1:19,30 |
| 6    | Yann Waeny           | Svizzera | 1:19,37 |
| 7    | Rolf von Weissenfluh | Svizzera | 1:19,52 |
| 8    | Dave Stoll           | Svizzera | 1:19,68 |
| 9    | Michael Brunner      | Germania | 1:19,69 |
| 10   | Claudio Calonder     | Svizzera | 1:19,74 |

Data: 2 aprile

Località: Altenmarkt-Zauchensee

#### Supergigante
| Pos. | Atleta               | Nazione       | Tempo   |
| ---- | -------------------- | ------------- | ------- |
| 1    | Tobias Barnerssoi    | Germania      | 1:19,47 |
| 2    | Max Rauffer          | Germania      | 1:19,57 |
| 3    | Stefan Stankalla     | Germania      | 1:19,81 |
| 4    | Stefan Krauß         | Germania      | 1:19,84 |
| 5    | Christian Deißenböck | Germania      | 1:19,94 |
| 6    | Achim Vogt           | Liechtenstein | 1:20,35 |
| 7    | Andreas Ertl         | Germania      | 1:20,69 |
| 8    | Roland Assinger      | Austria       | 1:20,78 |
| 9    | Michael Walchhofer   | Austria       | 1:20,83 |
| 10   | Christian Pichler    | Austria       | 1:21,17 |

Data: 4 aprile

Località: Altenmarkt-Zauchensee

#### Slalom gigante
| Pos. | Atleta             | Nazione  | Tempo   |
| ---- | ------------------ | -------- | ------- |
| 1    | Christoph Gruber   | Austria  | 2:23,87 |
| 2    | Markus Eberle      | Germania | 2:24,26 |
| 3    | Benjamin Raich     | Austria  | 2:24,37 |
| 4    | Tobias Barnerssoi  | Germania | 2:24,78 |
| 5    | Kilian Albrecht    | Austria  | 2:26,26 |
| 6    | Alois Vogl         | Germania | 2:26,28 |
| 7    | Horst Schilchegger | Austria  | 2:26,37 |
| 8    | Andreas Ertl       | Germania | 2:26,42 |
| 9    | Thomas Lödler      | Croazia  | 2:26,62 |
| 10   | Gerhard Speiser    | Germania | 2:26,63 |

Data: 24 marzo

Località: Balderschwang

#### Slalom speciale
| Pos. | Atleta             | Nazione  | Tempo   |
| ---- | ------------------ | -------- | ------- |
| 1    | Markus Eberle      | Germania | 1:41,07 |
| 2    | Alois Vogl         | Germania | 1:41,54 |
| 3    | Gerhard Speiser    | Germania | 1:42,84 |
| 4    | Florian Eckert     | Germania | 1:42,26 |
| 5    | Kilian Albrecht    | Austria  | 1:42,41 |
| 6    | Rainer Schönfelder | Austria  | 1:42,68 |
| 7    | Ronald Stampfer    | Austria  | 1:43,50 |
| 8    | Thomas Lödler      | Croazia  | 1:43,99 |
| 9    | Thomas Treml       | Germania | 1:44,40 |
| 10   | Christoph Gruber   | Austria  | 1:44,75 |

Data: 25 marzo

Località: Balderschwang

### Donne

#### Supergigante
| Pos. | Atleta              | Nazione  | Tempo   |
| ---- | ------------------- | -------- | ------- |
| 1    | Hilde Gerg          | Germania | 1:17,28 |
| 2    | Miriam Vogt         | Germania | 1:17,77 |
| 3    | Martina Ertl        | Germania | 1:17,83 |
| 4    | Sibylle Brauner     | Germania | 1:18,07 |
| 5    | Sonja Stadler       | Austria  | 1:18,47 |
| 6    | Stefanie Wolf       | Germania | 1:18,52 |
| 7    | Martina Lechner     | Austria  | 1:18,71 |
| 8    | Monika Bergmann     | Germania | 1:19,23 |
| 9    | Michaela Kofler     | Austria  | 1:19,61 |
| 10   | Kerstin Reisenhofer | Austria  | 1:19,75 |

Data: 5 aprile

Località: Altenmarkt-Zauchensee

#### Slalom gigante
| Pos. | Atleta             | Nazione  | Tempo   |
| ---- | ------------------ | -------- | ------- |
| 1    | Martina Ertl       | Germania | 2:14,67 |
| 2    | Stefanie Wolf      | Germania | 2:17,01 |
| 3    | Annemarie Gerg     | Germania | 2:17,29 |
| 4    | Simone Behringer   | Germania | 2:17,47 |
| 5    | Sibylle Brauner    | Germania | 2:18,09 |
| 6    | Veronika Thanner   | Austria  | 2:18,64 |
| 7    | Alexandra Holzmann | Austria  | 2:18,91 |
| 8    | Maria Grabner      | Austria  | 2:21,09 |
| 9    | Marina Huber       | Germania | 2:21,34 |
| 10   | Pia Wippert        | Germania | 2:21,77 |

Data: 22 marzo

Località: Balderschwang

#### Slalom speciale
| Pos. | Atleta             | Nazione  | Tempo   |
| ---- | ------------------ | -------- | ------- |
| 1    | Annemarie Gerg     | Germania | 1:39,70 |
| 2    | Sibylle Brauner    | Germania | 1:41,55 |
| 3    | Alexandra Holzmann | Austria  | 1:42,54 |
| 4    | Veronika Thanner   | Austria  | 1:42,82 |
| 5    | Elisabeth Kögl     | Germania | 1:43,49 |
| 6    | Eveline Rohregger  | Austria  | 1:43,87 |
| 7    | Maria Grabner      | Austria  | 1:44,39 |
| 8    | Sandra Nemeth      | Austria  | 1:44,77 |
| 9    | Susi Güttel        | Germania | 1:45,91 |
| 10   | Birgit Heubucher   | Germania | 1:45,99 |

Data: 23 marzo

Località: Balderschwang